# Red Oak (Oklahoma)
Red Oak è un comune degli Stati Uniti d'America, situato nello Stato dell'Oklahoma, nella Contea di Latimer.